# Oaxes
Oaxes ou Oaxo (em latim: Oaxus; em grego clássico: Ὄαξος; romaniz.: Oaxos), na mitologia grega, foi o fundador mítico da cidade de Oaxo em Creta. Segundo Estêvão de Bizâncio, era filho de Acácalis, a filha de Minos, enquanto segundo Mauro Sérvio Honorato, da ninfa Anquíale. Em ambos os casos, era filho de Apolo.